# باسکت
باسکت (به انگلیسی: Buscot) یک روستا و محله مدنی در بریتانیا است که در ویل آو وایت هرس واقع شده‌است. باسکت ۱۱٫۵۸ کیلومتر مربع مساحت و ۱۷۳ نفر جمعیت دارد.